# Jan Vreman
Jan Vreman (Winterswijk, 17 september 1965) is een Nederlands voetbalcoach en voormalig betaald voetballer. Hij speelde zijn gehele carrière van 1985 tot en met 2003 voor De Graafschap. Hier werd hij direct daarna jeugdtrainer, daarna assistent-coach en was hij van januari 2014 tot december 2016 hoofdcoach. Vreman draagt de bijnaam Mister De Graafschap.

## Carrière
Vreman speelde zijn eerste wedstrijd voor de 'Superboeren' op 29 maart 1986, een met 1–0 verloren competitiewedstrijd uit bij PEC Zwolle. Hij groeide daarna uit tot een stabiele factor achterin. Vreman was erbij toen De Graafschap in het seizoen 1990/91 ongeslagen kampioen werd van de Eerste divisie en zodoende promoveerde naar de Eredivisie. Dit eerste Eredivisie-avontuur duurde één seizoen, waarin Vreman dertig keer speelde. In de seizoenen 1993/94 tot en met 1995/96 werden de speelminuten voor de routinier schaars, maar hij bleef bij De Graafschap. Hij promoveerde in 1995 Voor de tweede maal in zijn carrière met De Graafschap naar de Eredivisie. Vreman knokte zich terug in de basis en speelde nog tot 2003 op de De Vijverberg alvorens hij stopte met betaald voetbal. Zijn laatste wedstrijd als prof speelde hij op 2 mei 2003; in het duel Excelsior-De Graafschap (3-4) werd hij na 70 minuten vervangen door Sander Duits.
Vreman werd na zijn afscheid als voetballer lid van de technische staf van De Graafschap. Hij was van 2005 tot 2008 assistent-coach bij de club. Halverwege het seizoen 2008/09 werd hij naast trainer van het beloftenelftal van De Graafschap ook assistent van hoofdcoach Darije Kalezić, die de ontslagen Henk van Stee opvolgde. Op 3 januari 2014 maakte De Graafschap bekend dat Vreman als interim-trainer de plaats in zou nemen van de ontslagen Pieter Huistra. Hij ging dit doen samen met Jan Oosterhuis, Richard Roelofsen, Dennis te Braak en Edwin Susebeek. In zijn eerste volledige seizoen als hoofdtrainer promoveerde Vreman via de play-offs 2015 naar de Eredivisie. Een jaar later volgde via de play-offs 2016 een terugkeer naar de Eerste divisie. Vreman liet op 5 augustus 2016 zijn zoon Jurre Vreman debuteren in het betaald voetbal. Hij bracht hem tijdens een met 4–1 gewonnen wedstrijd thuis tegen FC Eindhoven na tachtig minuten in voor Jan Lammers. Op 4 december 2016 zette de clubleiding hem op non-actief vanwege tegenvallende resultaten. Vreman bezette in het seizoen 2016/17 met zijn ploeg na zeventien speelrondes de zestiende plaats. In zijn laatste wedstrijd als hoofdcoach verloor Vreman op eigen veld met 5-3 van FC Oss. De Graafschap stelde Vreman in april 2017 per seizoen 2017/18 aan als trainer van Jong De Graafschap. Daarnaast ging hij vanaf november 2019 SDOUC trainen. In 2022 was Vreman weer korte tijd interim trainer van het eerste elftal De Graafschap.
In 2023 werd Vreman opnieuw aangesteld als hoofdtrainer van het eerste elftal De Graafschap. Dit bleef hij tot 2025, waarna de club ervoor koos om een nieuwe hoofdtrainer aan te stellen. Vreman krijgt een andere functie binnen De Graafschap. 

## Clubstatistieken
| Seizoen         | Club            | Competitie      | Competitie | Competitie | Beker | Beker | Overig | Overig | Totaal | Totaal |
| Seizoen         | Club            | Competitie      | Wed.       | Dlp.       | Wed.  | Dlp.  | Wed.   | Dlp.   | Wed.   | Dlp.   |
| --------------- | --------------- | --------------- | ---------- | ---------- | ----- | ----- | ------ | ------ | ------ | ------ |
| 1985/86         | De Graafschap   | Eerste divisie  | 11         | 2          | ?     | ?     | ?      | ?      | 11     | 2      |
| 1986/87         | De Graafschap   | Eerste divisie  | 36         | 1          | ?     | ?     | ?      | ?      | 36     | 1      |
| 1987/88         | De Graafschap   | Eerste divisie  | 33         | 1          | ?     | ?     | ?      | ?      | 33     | 1      |
| 1988/89         | De Graafschap   | Eerste divisie  | 33         | 0          | ?     | ?     | ?      | ?      | 33     | 0      |
| 1989/90         | De Graafschap   | Eerste divisie  | 33         | 1          | ?     | ?     | ?      | ?      | 33     | 1      |
| 1990/91         | De Graafschap   | Eerste divisie  | 20         | 0          | ?     | ?     | ?      | ?      | 20     | 0      |
| 1991/92         | De Graafschap   | Eredivisie      | 30         | 0          | ?     | ?     | ?      | ?      | 30     | 0      |
| 1992/93         | De Graafschap   | Eerste divisie  | 29         | 2          | ?     | ?     | ?      | ?      | 29     | 2      |
| 1993/94         | De Graafschap   | Eerste divisie  | 5          | 0          | ?     | ?     | ?      | ?      | 5      | 0      |
| 1994/95         | De Graafschap   | Eerste divisie  | 4          | 0          | ?     | ?     | ?      | ?      | 4      | 0      |
| 1995/96         | De Graafschap   | Eredivisie      | 0          | 0          | ?     | ?     | ?      | ?      | 0      | 0      |
| 1996/97         | De Graafschap   | Eredivisie      | 12         | 0          | ?     | ?     | ?      | ?      | 12     | 0      |
| 1997/98         | De Graafschap   | Eredivisie      | 20         | 3          | ?     | ?     | ?      | ?      | 20     | 3      |
| 1998/99         | De Graafschap   | Eredivisie      | 26         | 0          | ?     | ?     | ?      | ?      | 26     | 0      |
| 1999/00         | De Graafschap   | Eredivisie      | 30         | 0          | ?     | ?     | ?      | ?      | 30     | 0      |
| 2000/01         | De Graafschap   | Eredivisie      | 23         | 0          | ?     | ?     | –      | –      | 23     | 0      |
| 2001/02         | De Graafschap   | Eredivisie      | 20         | 0          | ?     | ?     | –      | –      | 20     | 0      |
| 2002/03         | De Graafschap   | Eredivisie      | 9          | 0          | 3     | 0     | –      | –      | 9      | 0      |
| Carrière totaal | Carrière totaal | Carrière totaal | 375        | 11         | 3     | 0     | ?      | ?      | 378    | 11     |